# 舊阿普爾頓 (密蘇里州)
舊阿普爾頓（英語：Old Appleton）是位於美國密蘇里州開普吉拉多縣及佩里縣的村。

## 人口
根據2020年美國人口普查的數據，舊阿普爾頓的面積為0.31平方千米，皆為陸地。當地共有人口73人，而人口密度為每平方千米235人。